# Томамае (повіт)
Пові́т Томама́е (яп. 苫前郡, とままえぐん, МФА: [tomamae guɴ]) — повіт в Японії, в окрузі Румой префектури Хоккайдо.